# Честер Сіті
ФК «Честер Сіті» (англ. Chester City Football Club) — колишній англійський футбольний клуб з міста Честер, заснований 1885 року та розформований у 2010 році. Виступав у Національній лізі. Домашні матчі приймав на стадіоні «Дева Стедіум», потужністю 6 500 глядачів.